# Liangkang Kangri
Liangkang Kangri – szczyt górski położony w południowej części Himalajów, na granicy Bhutanu i Chińskiej Republiki Ludowej, o wysokości 7534 m n.p.m.